# Legenden om grundlæggelsen af Riga
Legenden om grundlæggelsen af Riga fortæller om, at i tiden før Riga blev bygget, var der en meget stor mand kaldet Store Kristoffer (lettisk: Lielais Kristaps), der boede i en hytte på den højre bred af Daugavafloden. Han tjente til dagen og vejen ved at bære folk over floden på sin ryg (i nogle versioner har han en båd han sejler folk over i). Folkene, der blev transporteret over, stod af, hvor Riga nu ligger. 
En nat vågnede Kristaps til lyden af et barn, der græd på den venstre bred af floden. Han vadede over og samlede den grædende baby op og begyndte at bære det over floden. For hvert skridt blev barnet tungere og tungere, indtil Kristaps i midten af strømmen kun med den største opbydelse af sine kræfter kunne bære barnet til kysten.
Med de sidste af sine kræfter lagde Kristaps barnet på tæppet foran ildstedet i sin hytte og faldt i en udmattet søvn. Om morgenen vågnede Kristaps og opdagede, at barnet var forsvundet, og at der var en kiste fyldt med guld i dets sted. Kristaps var en beskeden mand, og ud af skatten brugte han ikke en eneste øre indtil sin dødsdag. Det efterladte guld blev brugt til at bygge Riga på stedet, hvor Kristaps hytte engang stod.

## Fortolkning
Babyen var i virkeligheden Kristusbarnet i forklædning, der bar vægten af verdens synder på sine skuldre.